# Torvald M:son Höjer
Torvald Magnusson Höjer, född 12 december 1876 i Stockholm, död 30 oktober 1937 i Oslo, var svensk diplomat, historiker och ämbetsman. Han var far till Torvald Höjer den yngre, Matts Höjer; Carl-Henrik Höjer och Märta Brinch.

## Biografi
Torvald M:son Höjer var son till Magnus Höjer. Hans farfar var regementsläkare, farfars far rektor vid Uppsala katedralskola. Äldste kände stamfader var bruksförvaltare vid Billnäs bruk i Finland. Släkten flydde i samband med den stora ofreden 1715 över till Sverige. Torvald M:son Höjer tillhörde under sin studietid i Uppsala Harald Hjärnes lärjungekrets och räknades som en av de allra främsta i denna. Hans avhandling Studier i Vadstena klosters och Birgittinordens historia intill mitten av 1400-talet (1905) erhöll Geijers historiska pris. Höjers vetenskapliga debut pekade mot en universitetskarriär.
I samklang härmed stod också hans övertagande av redaktörskapet för Historisk tidskrift efter Emil Hildebrand 1906, ett redaktörskap han innehade till 1920. Därutöver var han även docent vid Stockholms högskola 1907-17, sekreterare i Svenska historiska föreningen 1905-21. Höjer var dessutom ledamot av tull- och traktatskommittén 1919-22 och från 1924 ordförande i utrikesdepartementets antagningskommission.
Höjer var andre arkivarie vid Utrikesdepartementet 1906-09, därefter förste arkivarie 1909-12, och från 1912 chef för pressavdelningen vid utrikesdepartementet samt 1919 chef för den politiska avdelningen.
Hans förhållande till pressen var utmärkt. Under första världskriget var hans arbete som kontaktman mellan utrikesledningen och tidningarna ansträngande. I konservativ och nationell inriktning hade Höjer stått statsminister Hjalmar Hammarskjöld nära och hade svårt att finna sig till rätta under regeringen Nils Edén 1917, men stannade trots allt kvar. År 1923 blev han minister i Oslo, sedan han 1921 frånsagt sig en utnämning till Helsingfors. Han hyste en mycket skeptisk hållning till Nationernas förbund och dess möjligheter, och han hade ingen större tro på att nordiskt samarbete skulle ge några väsentligare resultat. Hans syn på Finland saknade inte mästrande inslag, och han varnade för överdrivna svenska utrikespolitiska ambitioner.
Erik Palmstierna karakteriserar honom: "Det var egendomligt att iakttaga hur denne högst förtjänstfulle samvetsgranne statsämbetsman underskattade sig själv. Man litade oförbehållsamt på honom, men själv ansåg han sig aldrig ha gjort nog. Han led därav."
Han är begravd på Norra begravningsplatsen i Stockholm.

## Utmärkelser

### Svenska utmärkelser
- Konung Gustaf V:s jubileumsminnestecken med anledning av 70-årsdagen, 1928.[10]
- Kommendör med stora korset av Nordstjärneorden, 22 november 1932.[11]
- Kommendör av första klassen av Nordstjärneorden, 6 juni 1925.[12]
- Kommendör av andra klassen av Nordstjärneorden, 6 juni 1922.[13]
- Riddare av Nordstjärneorden, 1915.[14]
- Kommendör av andra klassen av Vasaorden, 5 juni 1920.[15]

### Andra utmärkelser
- Storkorset av Norska Sankt Olavs orden, tidigast 1928 och senast 1931.[10][16]
- Kommendör av första klassen av Norska Sankt Olavs orden, tidigast 1918 och senast 1921.[17][18]
- Kommendör av andra klassen av Norska Sankt Olavs orden, tidigast 1915 och senast 1918.[17][19]
- Storofficer av Italienska Sankt Mauritius- och Lazarusorden, tidigast 1921 och senast 1925.[18][20]
- Storofficer av Nederländska Oranien-Nassauorden, tidigast 1921 och senast 1925.[18][20]
- Kommendör av Nederländska Oranien-Nassauorden, tidigast 1918 och senast 1921.[17][18]
- Kommendör av första graden av Danska Dannebrogorden, tidigast 1918 och senast 1921.[17][18]
- Kommendör av andra graden av Danska Dannebrogorden, tidigast 1915 och senast 1918.[17][19]
- Kommendör av första klassen av Finlands Vita Ros’ orden, tidigast 1918 och senast 1921.[17][18]
- Kommendör av Italienska Kronorden, tidigast 1910 och senast 1915.[19][21]
- Officer av Franska Hederslegionen, tidigast 1910 och senast 1915.[19][21]
- Officer av Österrikiska Frans Josefsorden, senast 1910.[21]
- Riddare av Portugisiska orden da Conceiçao, senast 1910.[21]
- Riddare av tredje klassen av Preussiska Röda örns orden, senast 1910.[21]
- Riddare av tredje klassen av Ryska Sankt Annas orden, senast 1910.[21]